# Groupe de soutien de la 3e Division du Canada
Le Groupe de soutien de la 3e Division du Canada (GS 3 Div C) (en anglais : 3 Canadian Division Support Group (3 CDSG)) est une formation de la 3e Division du Canada de l'Armée canadienne des Forces armées canadiennes. Elle est responsable du soutien institutionnel aux unités de la 3e Division du Canada. Elle portait autrefois le nom de 1er Groupe de soutien de secteur (1 GSS). Son quartier général est situé sur la base de soutien de la 3e Division du Canada Edmonton (3 CDSB Edmonton). En dehors des unités responsables du soutien institutionnel des bases, le GS 3 Div C comprend deux unités.

## Bases et unités
Le GS 3 Div C est responsable des bases suivantes.
- Base de soutien de la 3e Division du Canada Edmonton
  - Garnison Wainwright
- Base des Forces canadiennes Shilo
- Base des Forces canadiennes Suffield

En dehors des unités responsable du soutien institutionnel de ces bases, le GS 3 Div C comprend les unités suivantes.
- La Musique de l'Artillerie royale canadienne
- 742e Escadron de communications